# Footsteps in the Dark
«Footsteps in the Dark» es una canción interpretada por la banda estadounidense, The Isley Brothers para su álbum de 1977, Go for Your Guns. También fue publicado como lado B del sencillo «Groove with You», el cual alcanzó la posición #16 en el Billboard Hot R&B/Hip-Hop Songs. La canción es tocada en la estación de radio ficticia The Vibe 98.8 en el videojuego de 2008, Grand Theft Auto IV.

## Composición
La batería de Ernie en la canción está fuertemente influenciada en artistas tales como Jimmy Hendrix, cuya primera sesión de grabación fue con los hermanos Isley en 1964 con la canción "Testify".
El verso de la canción está escrito en una tonalidad de re mayor.

## Otras versiones
- Evelyn King – The Girl Next Door (1989)
- Body – Easy to Love (1990)
- Kipper Jones – Ordinary Story (1990)
- Nivea – Undercover (2011)
- SiR – sencillo (2020)
- Cannons – sencillo (2021)

## Sampling
- 1993: El rapero estadounidense Ice Cube uso la melodía de la canción para su sencillo «It Was a Good Day».[5]
- 2002: El músico k-os uso una versión alternativa más rápida para su sencillo «Heaven Only Knows».
- 2005: La canción fue utilizada por Black Milk en la canción del álbum de Slum Village del mismo nombre, «Call Me», la cual presenta al músico de R&B, Dwele.[6]
- 2005: Alicia Keys la utilizó en su canción «A Woman's Worth», grabada para su álbum Unplugged.[7]
- 2018: La cantante estadounidense DaniLeigh uso la melodía para la canción de su EP debut The Plan, «Do It to Me».

## Créditos
Créditos adaptados desde las notas del álbum.
- Ronald Isley – voz principal y coros
- Rudolph Isley – coros
- O'Kelly Isley Jr. – coros
- Ernie Isley – guitarra eléctrica de 12 cuerdas, batería y coros
- Marvin Isley – bajo y coros
- Chris Jasper – piano eléctrico, clavinet, sintetizador y coros